# 스티처스
《스티처스》(영어: Stitchers)는 2015년 6월 2일부터 2017년 8월 14일까지 방영된 드라마이다.

## 캐스트
- 엠마 이시타 - 키르스텐 클라크
- 카일 해리스 - 카메론 굿킨
- 리테시 라잔 - 리누스 아루와리아
- 샐리 리처드슨 휫필드 - 마거리트 "매기" 밥티스트
- 앨리슨 스카글리오티 - 카밀 엥겔슨
- 데이먼 다엽 - 퀸시 피셔